# Роберт Дьявол
Роберт Дьявол (Роберт I или Роберт II, также Роберт Великолепный, Роберт Щедрый; фр. Robert le Diable, фр. Robert le Magnifique, фр. Robert le Libéral; около 1000 — 3 июля 1035, Никея) — граф Иемуа в 1026—1027 годах, герцог Нормандии с 1027 года.

## Биография

### Правление
Роберт Дьявол, младший сын герцога Ричарда II Доброго, получил в управление графство Иемуа после смерти отца 23 августа 1026 года. Вскоре после этого Роберт поднял восстание против старшего брата, Ричарда III, унаследовавшего герцогский титул, что привело к осаде Фалеза. Возможно, что именно контроль над Фалезским замком был яблоком раздора братьев — несмотря на расположение в границах графства Иемуа, Фалез был явно унаследован старшим братом, а не Робертом. Так или иначе, восстание завершилось принесением Робертом оммажа Ричарду, что являлось признанием герцогской власти последнего. Разрешив конфликт, Ричард вернулся в Руан, где умер 6 августа 1027 года не оставив законнорождённых потомков. Согласно Гийому Жюмьежскому герцог был отравлен. Некоторые позднейшие источники XII века, первым среди которых был Гийом Мальмсберийский, приписывали отравление Роберту, однако достоверных сведений о его участии в гибели брата не имеется, и большинство хронистов, включая Ордерика Виталия, нередко критиковавшего нормандских герцогов, не связывают смерть Ричарда с деятельностью Роберта.
Первым делом, столкнувшись с плачевным состоянием имущества Руанского собора, он задумал вернуть многие земли их первоначальным владельцам. Роберт Дьявол пожаловал многим аббатствам грамоты, которыми подтверждались их права на имущество, либо возвращалось утраченное прежде имущество. Такие акты были выданы, в частности, аббатству в Фекане и Фонтенельскому аббатству, а также Руанскому собору. Дополнительно герцог побуждал своих вассалов на аналогичные поступки.
Роберту Дьяволу пришлось вести борьбу с восставшими вассалами; затем он восстановил графа фландрского Бодуэна IV, изгнанного собственным сыном, оказал помощь французскому королю Генриху I в борьбе с его матерью Констанцией, усмирил графа Эда II Шампанского, принудил герцога Алена III Бретонского признать его верховную власть.
Желая принести покаяние в совершенных жестокостях, Роберт совершил паломничество к святым местам: прошёл всю Францию, Италию, долгое время пробыл в Риме и через Константинополь дошёл до Иерусалима; на обратном пути умер в Никее в 1035 году.
Ему наследовал его единственный (незаконный) сын Вильгельм I Завоеватель.

### Семья
Возможно, что недолгое время женой Роберта Дьявола была Эстрид (Маргарита), дочь короля Дании Свена I Вилобородого. Адам Бременский в «Деяниях архиепископов гамбургской церкви» сообщал о том, что король Дании Кнуд Великий, став в 1016 году королём Англии, чтобы заключить мир с Нормандией, выдал замуж свою сестру Маргариту за графа Ричарда. Позже Ричард прогнал свою жену, после чего Кнуд выдал её замуж за английского герцога Вольфа. В написанной же в 1040-е годы хронике «Historiarum libri quinque» Рауля Глабера сообщается, что неназванная по имени сестра Кнуда Великого вышла замуж за герцога Роберта.
Из иных источников известно о двух его детях, прижитых им от связи с конкубиной Эрильевой (или Арлетой):
- Аделаида Нормандская[6]. Однако существуют сомнения в этом, учитывая прямое свидетельство Роберта де Ториньи, что Аделаида не являлась дочерью Герлевы[7].
- Вильгельм I Завоеватель

## Легенда
Согласно средневековому преданию, душа герцога Роберта ещё до его рождения была посвящена дьяволу. Уничтожить действие этого проклятия, как пророчил герцогу некий святой эремит, можно лишь дав и соблюдая обет молчания и питаясь вместе с собакой. Как сообщал доминиканец Этьен де Бурбон, составивший свой сборник exempla между 1250 и 1261 годами, Роберт «начал с того, что кусал своих кормилиц за грудь, а затем стал убивать всех, кто осмеливался ему возражать, красть девственниц и даже замужних женщин и насиловать их».
В течение своей жизни герцог Роберт носил прозвания как «Великолепный», так и «Дьявол». По сюжетам легенд о герцоге Роберте французский композитор Джакомо Мейербер создаёт в 1831 году оперу «Роберт-дьявол» (фр. Robert le diable).

## Генеалогия

Генеалогическое древо Вильгельма I